# Problem dveh teles
Problém dvéh telés je v mehaniki poseben primer problema več teles, ki dovoljuje zaprte rešitve. Najbolj znani različici problema sta splošni gravitacijski zakon, ki obravnava težnost, obratno sorazmerno s kvadratom razdalje in Bohrov model vodikovega atoma. Problem je prvi rešil Isaac Newton.